# Вища Ліга Пуерто-Рико з баскетболу
Вища Ліга Пуерто-Рико з баскетболу (англ. Baloncesto Superior Nacional) — професійна чоловіча баскетбольна ліга першого рівня в Пуерто-Рико. Вона була заснована у 1929 році федерацією баскетболу Пуерто-Рико. 
Наразі Вища Ліга Пуерто-Рико з баскетболу складається з 12 команд, найуспішнішою з яких є Вакерос де Баямон з 15 титулами станом на 2020 рік. Багато баскетболістів які почали свою кар'єру у Вищій Лізі Пуерто-Рико стали відомими в НБА, Євролізі і чемпіонаті Іспанії. До них відносяться Бутч Лі, Хосе Ортіс, Карлос Арройо та Хосе Хуан Бареа.

## Історія
Ліга розпочалася у 1930 році, і стала відомою завдяки тренерам, які увійшли до баскетбольної зали слави. До цих тренерів відносяться Джек Ремзі, Ред Хольцман і Текс Вінтер, які тренували Леонес де Понсе у 1950 та 1960 роки, а також Філ Джексон, який у кінці 1980-х років тренував Піратас де Кебрадильяс і Галлітос де Ізабелла.
8 жовтня 2015 року президентом Вищої Ліги став Фернандо Квіньйонес Бодея.

## Формат змагання

### Регулярний сезон
Турнір проходить за регулярними правилами ФІБА. 12 команд грають одна проти одної по чотири рази.

### Плей-оф
Команди які посіли з 1 по 8 місце проходять у раунд плей-оф. Раунд плей-оф поділяється на 3 стадії: чвертьфінал, півфінал та фінал.

## Команди
| Команда                  | Місто       | Рік заснування | Арена                            | Кількість місць |
| ------------------------ | ----------- | -------------- | -------------------------------- | --------------- |
| Атлетікос де Сан-Херман  | Сан-Херман  | 1930           | Arquelio Torres Ramírez Coliseum | 5000            |
| Брухос де Гваяма         | Гваяма      | 1971           | Dr. Roque Nido Stella Coliseum   | 3500            |
| Капітанес де Аресібо     | Аресібо     | 1946           | Manuel Iguina Coliseum           | 12 000          |
| Ґіґантес де Кароліна     | Кароліна    | 1971           | Guillermo Angulo Coliseum        | 5000            |
| Індіос де Маягуес        | Маягуес     | 1956           | Palacio de Recreación y Deportes | 5500            |
| Леонес де Понсе          | Понсе       | 1946           | Juan Pachín Vicéns Auditorium    | 8000            |
| Метс де Гвайнабо         | Гвайнабо    | 1935           | Mario Morales Coliseum           | 5500            |
| Піратас де Кебрадільяс   | Кебрадільяс | 1926           | Raymond Dalmau Coliseum          | 5500            |
| Карідурос де Фахардо     | Фахардо     | 1973           | Tomás Dones Coliseum             | 6000            |
| Вакерос де Баямон        | Баямон      | 1930           | Ruben Rodriguez Coliseum         | 12 000          |
| Ґрісес де Умакао         | Умакао      | 2005           | Emilio E. Huyke Coliseum         | 1500            |
| Кангреджерос де Сантурсе | Сантурсе    | 1918           | José Miguel Agrelot Coliseum     | 18 500          |

## Кількість чемпіонств по командах
| Команда                  | Фінали | 1 місце | 2 місце | Роки перемог                                                                             | Роки 2-х місць                                                         |
| ------------------------ | ------ | ------- | ------- | ---------------------------------------------------------------------------------------- | ---------------------------------------------------------------------- |
| Вакерос де Баямон        | 24     | 15      | 9       | 1933, 1935, 1967, 1969, 1971, 1972, 1973, 1974, 1975, 1981, 1988, 1995, 1996, 2009, 2020 | 1930, 1934, 1970, 2001, 2002, 2005, 2010, 2016, 2018                   |
| Атлетікос де Сан-Херман  | 25     | 14      | 11      | 1932, 1938, 1939, 1941, 1942, 1942-1943, 1947, 1948, 1949, 1950, 1985, 1991, 1994, 1997  | 1931, 1933, 1936*, 1938*, 1940, 1954, 1955, 1956, 1957, 1965, 1986     |
| Леонес де Понсе          | 25     | 14      | 11      | 1952, 1954, 1960, 1961, 1964, 1965, 1966, 1990, 1992, 1993, 2002, 2004, 2014, 2015       | 1949, 1958, 1963, 1967, 1989, 1995, 1996, 1998, 2003, 2013, 2019       |
| Кангреджерос де Сантурсе | 14     | 8       | 6       | 1962, 1968, 1998, 1999, 2000, 2001, 2003, 2007                                           | 1942, 1942–1943, 1951, 1952, 1964, 2006                                |
| Капітанес де Аресібо     | 19     | 8       | 11      | 1959, 2005, 2008, 2010, 2011, 2016, 2018, 2021                                           | 1932, 1946, 1948, 1961, 1966, 1992, 2007, 2012, 2014, 2015, 2017       |
| Карденалес де Ріо-Педрас | 15     | 6       | 9       | 1946, 1955, 1956, 1957,1963, 1976                                                        | 1941, 1947, 1959, 1960, 1962, 1968, 1969, 1971, 1977                   |
| Піратас де Кебрадільяс   | 18     | 6       | 12      | 1970, 1977, 1978, 1979, 2013, 2017                                                       | 1937, 1972, 1973, 1975, 1976, 1980, 1982, 1999, 2000, 2009, 2011, 2020 |
| Капіталінос де Сан-Хуан  | 9      | 5       | 4       | 1930, 1931, 1940, 1945, 1958                                                             | 1943, 1944, 1950, 1974                                                 |
| Метс де Гвайнабо         | 10     | 3       | 7       | 1980, 1982, 1989                                                                         | 1978, 1981, 1983, 1985, 1990, 1993, 2021                               |
| Вега Баха                | 4      | 2       | 2       | 1934, 1937                                                                               | 1935, 1939                                                             |
| Індіос де Канованас      | 3      | 2       | 1       | 1983, 1984                                                                               | 1988                                                                   |
| Ґаллітос де Ла UPR       | 3      | 2       | 1       | 1944, 1951                                                                               | 1945                                                                   |
| Поллуелос де Айбоніто    | 2      | 1       | 1       | 1986                                                                                     | 1987                                                                   |
| Club Náutico San Juan    | 1      | 1       | 0       | 1936                                                                                     | —                                                                      |
| Кріоллос де Каґуас       | 1      | 1       | 0       | 2006                                                                                     | —                                                                      |
| Індіос де Маягуес        | 1      | 1       | 0       | 2012                                                                                     | —                                                                      |
| Titanes de Morovis       | 1      | 1       | 0       | 1987                                                                                     | —                                                                      |
| Ґіґантес де Кароліна     | 3      | 0       | 3       | —                                                                                        | 1979, 1997, 2008                                                       |
| Брухос де Гваяма         | 2      | 0       | 2       | —                                                                                        | 1991, 1994                                                             |
| Галлітос де Ізабелла     | 1      | 0       | 1       | —                                                                                        | 1984                                                                   |
| Maratonistas de Coamo    | 1      | 0       | 1       | —                                                                                        | 2004                                                                   |
| Сантерос де Агуада       | 1      | 1       | 0       | 2019                                                                                     |                                                                        |

- *Ці чемпіонства належать Фармансії Мартін, команді що об'єдналася із Атлетікос де Сан-Херман